# Rutherford (krater)
För andra betydelser, se Rutherford.
Rutherford är en nedslagskrater på planeten Mars namngiven efter nobelpristagaren Ernest Rutherford.
Kratern har en diameter på ungefär 107 km.